# Antonio Aurisicchio
Antonio Aurisicchio (1710 - setembre de 1781 o 1783-1784) fou un compositor italià de finals del Barroc i principis del Classicisme.
Va pertànyer a l'escola romana, i fou mestre de capella de l'església de Sant Jaume dels Espanyols. Va escriure música religiosa, i fou tal la fama que adquirí com a compositor, que quan s'executava una de les seves obres en alguna església de Roma, acudia la multitud, desitjosa d'escoltar-la, com afirma Burney.

## Composicions
- Alcuni studi sul canto fermo,
- Salmi a quattro per le Vergine, et per gli Apostoli, amb orgue
- Si quaeris miracula,
- Lauda, Sion,
- La morte de Gesu, cantat con stromenti,
- Oratio Jeremias a canto basso,
- Te Deum laudamus a quatro con stromenti,
- Salmi a quatro con stromenti,
- Messe a quatro con stromenti.

Aquest compositor, també conegut per Aurisicchio a l'Acadèmia de Santa Cecília de Roma, i fou guardià dels mestres que eren membres de la citada Acadèmia. També va escriure música profana, perquè en l'òpera Attalo, representada a Londres el 1758, s'introduïren alguns fragments deguts a Oriscchio.